# Puertoricouggla
Puertoricouggla (Gymnasio nudipes) är en fågel i familjen ugglor inom ordningen ugglefåglar.

## Utseende och läte
Puertoricougglan är en liten uggla som förekommer i två färgformer, en rostbrun och en grå. Båda former har tydliga ögonbrynsstreck och ansiktsskivan är kantad undertill och bakom av vitt. Örontofsarna är inte alltid synliga. Sången, som ibland hörs även dagtid, består av en lång darrande drill som vanligen växer i ljudstyrka i mitten och blir mjukare mot slutet. Den följs ibland av ett lågt kacklande. Paren kan sjunga i duett, varvid honans sång är ljusare.

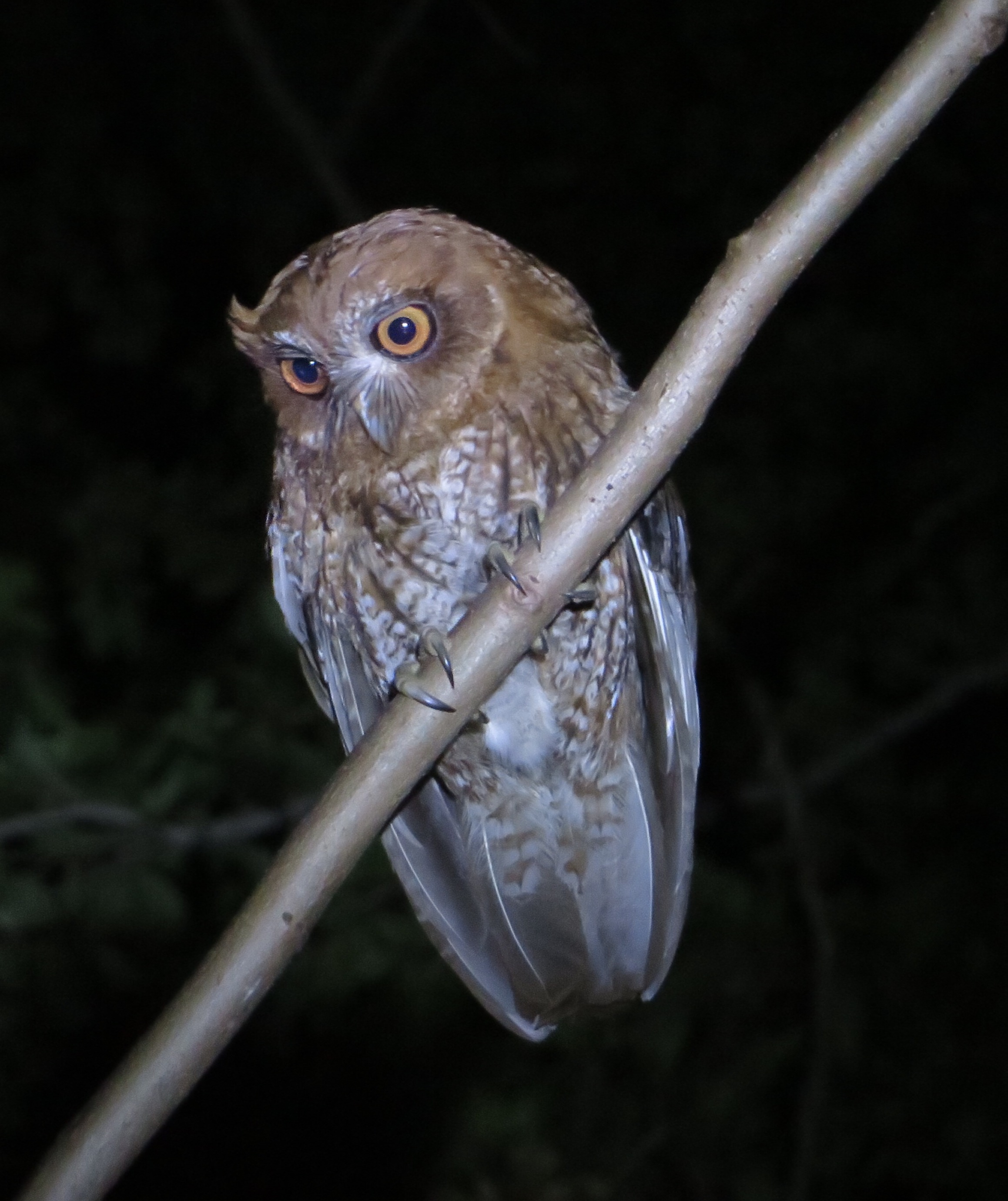

## Utbredning och systematik
Puertoricougglan delas in i två underarter med följande utbredning:
- nudipes – förekommer på Puerto Rico
- newtoni – förekommer på öarna Vieques och Culebra och på Jungfruöarna

### Släktestillhörighet
Puertoricougglan placeras traditionellt bland skrikuvarna i släktet Megascops, därav dess tidigare namn puertoricoskrikuv. Genetiska studier visar dock att den är systerart till ponderosaugglan (Psiloscops flammeolus) och bryts därför allt oftare ut i ett eget släkte Gymnasio’’.

## Levnadssätt
Puertoricougglan hittas i de flesta skogsmiljöer, även i stadsnära områden och parker. Arten är nattlevande och vilar dagtid i tät vegetation eller i ett trädhål.

## Status
Arten har ett litet utbredningsområde, men beståndet anses vara stabilt. IUCN kategoriserar arten som livskraftig.